# GZV Watergras
GZV Watergras (Goudse Zaalvoetbalvereniging Watergras) is een in 1977 opgerichte Nederlandse zaalvoetbalvereniging uit Gouda.

## Algemeen
In 1977 begon de club met een recreatief spelend team, gekoppeld aan de bewonersvereniging van de Water- en Grassenbuurt in de Goudse wijk Bloemendaal. Inmiddels is de koppeling met de bewonersvereniging verdwenen en is het de grootste zaalvoetbalvereniging van Gouda en omgeving geworden. Binnen de vereniging zijn zo'n 30 teams actief.

## Accommodatie
Jarenlang maakte de vereniging gebruik van sporthal de Springers aan de Sportlaan. Deze sporthal is inmiddels gesloopt. Daardoor moest de vereniging noodgedwongen gaan 'zwerven' langs verschillende sporthallen. Watergras kreeg in 2015 toestemming om een eigen sporthal plaatsen op de Tobbe-locatie voor het Groenhovenbad. Het betrof een tijdelijke sporthal voor tien jaar op de Tobbe-locatie. Daarna verhuist de vereniging naar een permanente sporthal in Westergouwe.

## Teams
Het eerste mannenteam promoveerde in het seizoen 2014/15 voor het eerst naar de Eredivisie. In het seizoen 2023/24 komt het uit in de Eerste divisie (poule B).
SV DONK · SV Gouda · GSV · De Jodan Boys · Olympia · VV ONA · GZV Watergras